# Yaycı
Yaycı är en ort i Azerbajdzjan.   Den ligger i distriktet Nachitjevan, i den sydvästra delen av landet, 400 km väster om huvudstaden Baku. Yaycı ligger 707 meter över havet och antalet invånare är 8 500.
Terrängen runt Yaycı är huvudsakligen kuperad, men den allra närmaste omgivningen är platt. Yaycı ligger nere i en dal. Närmaste större samhälle är Culfa, 8,8 km väster om Yaycı. 
Trakten runt Yaycı består i huvudsak av gräsmarker. Runt Yaycı är det ganska tätbefolkat, med 80 invånare per kvadratkilometer.